# アロードブリューモデル
数理経済学におけるアロードブリューモデル(Arrow-Debreu model)は、一定の経済的仮定の下で(凸選好、完全競争および需要依存)、経済におけるどの商品に対しても、 総供給 が、 総需要 に等しいような一連の価格が存在しなければならないことを示す。
このモデルは一般(経済)均衡(General equilibrium)の理論の中心であり、その他のミクロ経済モデルの一般的な参考としてしばしば使用される。ケネス・アロー、 ジェラール・ドブルー にちなんで命名され、時々、 en:Lionel_W._McKenzie の 1954 年の均衡状態の存在の独立した証明および 後の 1959 年の改良により、
その人の名前も取り上げられる。
この A-D モデルは、競争経済のもっとも一般的なモデルであり、一般均衡理論の決定的な部分である。というのも、経済の一般均衡(あるいは競争均衡)の存在を証明するのに使用できるからである。一般に、多くの平衡(equilibria)が存在してもよい。しかしながら、消費者の好みに基づく余分な仮定により、つまり彼らの効用関数(utility functions) は強凸であり、2 階連続微分可能である。より弱い条件では、Sonnenshein-Mantel-Debreuの定理の定理に従い、一意性は保たれないことがある。

## 凸集合と不動点(Convex sets and fixed points)
1954 年、McKenzie とそのペアである Arrow と Debreu は、コンパクト、凸集合からそれ自身への連続写像の不動点上での角谷の不動点定理を援用し、一般均衡の存在を証明した。Arrow と Debreu のアプローチでは、凸性は本質的である。なぜならばそのような不動点定理は非凸集合には適用できないからである。たとえば、単位円の 90 度回転は不動点を欠いているが、この回転はコンパクト集合のそれ自身への連続な変形である。コンパクトだが、単位円は非凸である。対照的に、単位円の凸包に適用された同様の回転は、点 (0,0) を固定した状態にしている。ここで、角谷の定理はちょうどひとつの不動点が存在することを主張していないことに留意すべきである。単位円盤の 360 度回転は単位円盤全体を固定したままにする。したがって、この回転は無限の不動点を持つ。

### 大規模経済における非凸性
凸性の仮定は多くの応用を排除した。これについては、1959 年から 1961 年にかけて、 Journal of Political Economy にて Francis M. Bator, M.J. Farrell, Tjalling Koopmans および Thomas J. Rothenberg らによって議論されてきた。 Ross M. Starr (1969) にて、ある凸選好が凸である必要が無い場合に、一般均衡の存在を証明した。彼の論文中で、"凸化された" 経済は、元々の経済の "擬均衡" によって密接に近似される一般均衡を持っていることを証明した。Starr の証明はシャプレー＝フォークマン補題を使用している。

## 不確実性経済 - 保険とファイナンス
初期のモデルと比較すると、A-D モデルは、商品の考え方を根本的に一般化し、商品を配達の時間と場所によって区別している。そして、たとえば、"9 月のニューヨークのりんご" と "6 月のシカゴのりんご" は別の商品と見なされる。A-D モデルは最大限に完備市場(任意の期間、任意の期間における任意の商品の先物価格および任意の場所においても市場が存在する。)の経済に適用する。
A-D モデルは完全競争市場の状態を明確にする。
金融経済学において、Arrow-Debreu という用語は、Arrow-Debreu 証券(Arrow-Debreu security)に対する参考とともに使用されるのが最も一般的である。標準的な A-D 証券は、もし、世界の特定の状態が到達された場合は価値尺度財の一単位を払い、そうでなければゼロ(そのような証券の価格は、いわゆる "状態価格")が払われる証券である。そういうものとして、安定価格が契約日での価格が不確実な下にある関数であるどのデリバティブ契約も、A-D 証券の線形結合として分解される。
1978 年の Breeden と Lizenberger の仕事以来、多くの研究者が、金融経済学におけ様々な応用に対して A-D 価格を引き出すためのオプションを使用してきた。

## Further reading
- Athreya, Kartik B. (2013). “The Modern Macroeconomic Approach and the Arrow–Debreu–McKenzie Model”. Big Ideas in Macroeconomics: A Nontechnical View. Cambridge: MIT Press. pp. 11–46. ISBN 978-0-262-01973-6
- Geanakoplos, John (1987). “Arrow–Debreu model of general equilibrium”. The New Palgrave: A Dictionary of Economics. 1. pp. 116–124
- Takayama, Akira (1985). Mathematical Economics (2nd ed.). London: Cambridge University Press. pp. 255–284. ISBN 0-521-31498-4
- Düppe, Till (2012). “Arrow and Debreu de-homogenized”. Journal of the History of Economic Thought 34 (4):  491–514. doi:10.1017/s1053837212000491.